# 674. pehotni polk (Wehrmacht)
Za druge 674. polke glejte 674. polk.
674. pehotni polk (izvirno nemško Infanterie-Regiment 674) je bil eden izmed pehotnih polkov v sestavi redne nemške kopenske vojske med drugo svetovno vojno.

## Zgodovina
Polk je bil ustanovljen 18. marca 1940 kot polk 9. vala iz osebja obmejnih enot ter dodeljen 395. pehotni diviziji.
17. avgusta 1940 je bil polk razpuščen; ostanki so bili dodeljeni Heimatwachu.